# It Hit Me Like a Hammer
«It Hit Me Like a Hammer» es una canción de la banda de rock estadounidense Huey Lewis and the News, lanzada en 1991 como el segundo sencillo de su sexto álbum, Hard at Play (1991). La canción fue coescrita por el líder de la banda Huey Lewis y el compositor y productor Robert John "Mutt" Lange. Alcanzó el puesto número 21 en el Billboard Hot 100 de Estados Unidos y el número 9 en la lista RPM 100 Hit Tracks de Canadá.

## Lista de canciones
- sencillo 7" y casete sencillo[2][3]

A. "It Hit Me Like a Hammer" – 4:01
B. "Do You Love Me, or What?" – 3:46
- maxi 12" y CD sencillo[4][5]

1. "It Hit Me Like a Hammer" (remix saxo solo version) – 4:02
2. "It Hit Me Like a Hammer" – 4:01
3. "Do You Love Me, or What?" – 3:46

- mini-álbum (Japón)[6]

1. "It Hit Me Like a Hammer" (single remix)
2. "It Hit Me Like a Hammer" (album version)
3. "Do You Love Me, or What?"

## Posicionamiento en listas
| Lista 1991                            | Máxima posición |
| ------------------------------------- | --------------- |
| Alemania (Offizielle Deutsche Charts) | 51              |
| Australia (ARIA)                      | 106             |
| Canadá (RPM Top Singles)              | 9               |
| Estados Unidos (Billboard Hot 100)    | 21              |
| Estados Unidos (Adult Contemporary)   | 10              |